# Carcharhinus signatus
Lo squalo notturno (Carcharhinus signatus Poey, 1868) è una specie di squalo del genere Carcharhinus e della famiglia Carcharhinidae che abita le acque tropicali e temperate dell'Oceano Atlantico, in particolare quelle sovrastanti le piattaforme continentali e gli zoccoli continentali ed a profondità comprese tra 50 e 600 metri. Si tratta di una specie che pratica migrazione verticale quotidiana, visto che trascorre le ore di luce in profondità e quelle di buio più vicino alla superficie. Al largo del Brasile nordorientale vasti gruppi di questi squali si riuniscono nei pressi di seamounts di varie altezze. Specie snella e dal corpo allungato, normalmente raggiunge i due metri di lunghezza. Può essere identificata per il muso lungo ed appuntito e gli occhi grandi e di colore verde (in vita) nonché per il dorso scuro che può essere grigio bluastro o marrone e per il ventre bianco.
Si tratta di squali notturni, di rapidi predatori che cacciano in branco e si nutrono principalmente di pesci ossei e calamari. La riproduzione è vivipara come per gli altri membri della famiglia. Le femmine si accoppiano in estate e partoriscono da 12 a 18 squaletti dopo una gestazione che dura all'incirca un anno. Questa specie di acqua profonda non rappresenta generalmente un pericolo per gli uomini. Viene catturata incidentalmente nelle reti dei pescherecci che cercano di catturare tonni e pesci spada nell'Atlantico occidentale ed anche da imbarcazioni specializzate al largo del Brasile. Principalmente l'animale è sfruttato per la preparazione della zuppa di pinne di squalo, ma anche per la carne, per l'olio del fegato e come esca. La maggior parte degli squali controllati al largo del Brasile nordorientale contenevano in ogni caso quantità di mercurio tali da renderne pericoloso l'utilizzo per l'alimentazione.
Considerato il basso tasso di riproduzione ed il declino storicamente documentato in aree come i Caraibi, la specie è stata catalogata come vulnerabile dalla International Union for Conservation of Nature (IUCN) e dalla American Fisheries Society (AFS). Inoltre l'animale è stato classificato come "Species of Concern" dalla National Marine Fisheries Service (NMFS) degli Stati Uniti. Sembra comunque che la specie sia numericamente al sicuro sulle coste statunitensi, ma questo potrebbe non essere vero altrove.

## Distribuzione e habitat
L'areale si estende lungo piattaforme e zoccoli continentali dell'Oceano Atlantico, dagli Stati Uniti (in particolare dal Massachusetts) all'Argentina ad ovest, Golfo del Messico e Mar dei Caraibi inclusi, e dal Senegal alla Namibia settentrionale ad est. Negli Stati Uniti è piuttosto diffuso in Carolina del Nord e Florida (e ancor più negli Stretti della Florida) e rari altrove. Ci sono degli avvistamenti discussi di questo pesce anche nell'Oceano Pacifico al largo di Panama. In generale la specie vive in acque profonde, ed alcuni esemplari sono stati avvistati a 2000 metri di profondità. Altri esemplari comunque sono stati osservati a non più di 26 metri dalla superficie. Al largo degli Stati uniti sudorientali vengono normalmente catturati nella zona tra 50 e 600 metri di profondità, mentre in Brasile vengono avvistati presso seamounts a profondità tra 38 e 370 metri. Presso l'Africa occidentale occorre a profondità comprese tra 90 e 285 metri e predilige temperature tra gli 11 ed i 16 °C, con salinità intorno a 36 ppt, e livello di ossigeno disciolto vicino ad 1.81 ml/l. Le variazioni che sussistono durante l'anno nei numeri di queste specie catturate a Cuba suggeriscono un comportamento di migrazione. Sembra che questa specie effettui anche migrazioni verticali quotidiane, visto che trascorre le ore di luce in profondità e quelle di buio più vicino alla superficie.

## Descrizione

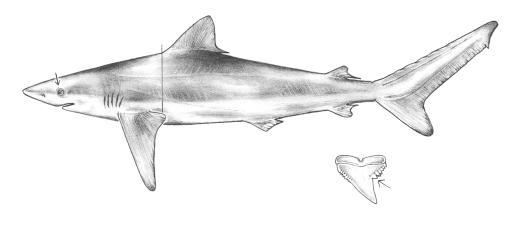
Disegno di uno squalo notte e di un suo dente.

Il corpo dello squalo notte è allungato, così come il muso che è inoltre appuntito. Le narici sono protette da lembi di pelle piuttosto grandi. Gli occhi sono grandi, circolari e verdi durante la vita, dotati di una pupilla dalla forma irregolare e di una membrana nittitante ciascuno. La bocca presenta vistosi solchi ai lati ed in genere contiene 15 file di denti su ciascun lato di entrambe le mascelle più occasionalmente una o due ulteriori file simfisiali (a metà tra le due mascelle). I denti superiori hanno una sommità che passa da liscia a dentellata e più ci avviciniamo agli angoli della bocca più la cuspide superiore diventa obliqua e rivolta verso l'interno. Il numero e le dimensioni delle dentellature presenti sui bordi dei denti aumentano con l'invecchiare dell'animale . I denti inferiori sono diritti e lisci sulla sommità Questo squalo è dotato di cinque paia di fessure branchiali piuttosto corte.
Le pinne pettorali sono lunghe poco meno di un quinto dell'intero corpo e si concludono in una punta arrotondata. La prima pinna dorsale è relativamente piccola, triangolare, appuntita e si origina a partire dal retro delle pinne pettorali. La seconda dorsale è molto più ridotta della prima e si origina poco più avanti della pinna anale. È presente una cresta tra le due pinne dorsali. I dentelli dermici sono soltanto un poco sovrapposti tra loro. Ciascuno di questi è a forma di diamante con creste orizzontali che conducono ai margini in numero che varia tra 3 nei giovani e poi 5 o 7 negli adulti. Il colore è dal blu grigiastro al marrone sul dorso e biancastro sul ventre. Non sono presenti marchi particolari sulle pinne. Sono presenti tenui bande sui fianchi ed a volte anche puntini neri sul dorso. In genere questa specie cresce sino a 3 metri di lunghezza, anche se il record appartiene ad un esemplare di 1.8 metri e 76.7 kg di massa.

## Dieta
Rapido ed energico, lo squalo notte si nutre principalmente di piccoli pesci ossei come sgombri, cefali, pesci burro, cernie e pesci volanti. A volte la dieta è integrata con calamari e gamberi. Questo pesce si nutre principalmente di notte, come suggerisce il suo nome comune. In particolare è molto attivo al tramonto ed all'alba.

## Comportamento
I rapporti di cattura indicano come questa specie si riunisca in scuole e conduca migrazioni verticali giornaliere, visto che trascorre il giorno tra i 175 ed i 366 metri e la notte al di sotto dei 183 metri di profondità. Assai raramente sono catturate femmine gravide, e ciò suggerisce che durante la gestazione esse smettano di muoversi per nutrirsi o comunque si distacchino dal resto della specie. Potenziali predatori di questa specie possono essere altri squali più grandi. Parassiti noti sono i copepodi Kroyeria caseyi, che si attaccano alle branchie, Pandarus bicolor and Pandarus smithii, che infestano la pelle ed i cestodi Heteronybelinia yamagutii,  Heteronybelinia nipponica e Progrillotia dollfusi, che si attaccano alla valvola a spirale dell'intestino. Infine è noto che un isopode non ancora descritto, ma simile all'Aega webbii può attaccare la specie, così come saltuariamente fanno le remore comuni.

## Riproduzione

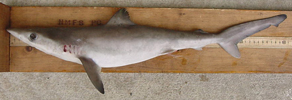
Un giovane esemplare di squalo notte: dopo la nascita crescono assai velocemente al fine di ridurre le possibilità di finire preda di squali più grossi.

Come gli altri carcharhinidae anche questa specie è vivipara: una volta esaurita la riserva di tuorlo, ciò che ne resta sviluppa una connessione placentale che consente alla madre di nutrire l'embrione. Le femmine adulte sono dotate di un unico ovario sul lato destro e di due uteri, a loro volta divisi in un compartimento per ciascun embrione. All'interno dell'utero gli squaletti mantengono una posizione longitudinale rivolgendo la testa nella stessa direzione di quella materna.

## Vita
La maggior parte delle informazioni che abbiamo a disposizione sulla vita dello squalo notte ci deriva dalla sottopopolazione del Brasile nordorientale, e potrebbe non essere completamente corrispondente a ciò che avviene in altre parti del mondo. L'accoppiamento avviene in estate, ed i maschi sono costretti a mordere corpo e pinne della femmina per mantenere la presa durante l'atto sessuale vero e proprio.
Dopo una gestazione lunga un anno, le femmine danno vita ad un numero da 4 a 18 (in genere più di 12) cuccioli. Sono stati rinvenuti embrioni a diversi livelli di sviluppo nel periodo da febbraio a giugno, suggerendo che il parto possa avvenire lungo un periodo di diversi mesi. Un'importante area devota al parto è ritenuta quella corrispondente ad una spaccatura della piattaforma continentale in corrispondenza del 34º parallelo sud di latitudine, nei pressi dell'estremo meridionale dell'areale della specie. I nuovi nati misurano da 50 a 72 cm, e la crescita nel primo anno di età è di circa 25 cm ovverosia del 38% del totale. Questo tasso di crescita è necessario per accorciare il periodo nel quale gli squaletti sono vulnerabili ai predatori. Una strategia simile accomuna lo squalo notte al Carcharhinus falciformis. Prima dell'età adulta, la crescita annua si riduce sino a circa 8.6 cm. La crescita non è differenziata per sesso. I maschi raggiungono la maturità sessuale ad 8 anni d'età e 1.8-1.9 metri di lunghezza, mentre le femmine a 10 anni d'età e 2.0-2.1 metri di lunghezza. Il record d'età conosciuto è di 17 anni anche se basandosi sul tasso di crescita si è stimato che l'età massima dovrebbe essere di 28 anni per il maschio e 30 per la femmina.

## Interazioni con l'uomo
Per via della sua abitudine ad abitare acque profonde, lo squalo notte non è una minaccia per l'uomo. Le sue pinne di grandi dimensioni lo rendono una preda pregiata per i pescatori, visto che esse possono essere utilizzate per preparare la famosa zuppa di pinne di squalo. Comunque anche la carne e l'olio del fegato sono sfruttati, così come la farina di pesce. Tradizionalmente questo squalo finisce vittima delle reti dei pescherecci a caccia di tonni e pesci spada nell'Atlantico occidentale. Dal 1991 è diventato vittima dei pescherecci operanti nei pressi dei seamounts al largo del Brasile, dove un gran numero di esemplari ha l'abitudine di riunirsi rendendosi più vulnerabile. Circa il 90% degli squali e razze catturati in quelle zone sono squali notte e di questi l'89% sono esemplari giovani. Ciononostante alcuni studi hanno dimostrato come questi squali tendano ad accumulare nel loro corpo quantità di mercurio piuttosto alta, dovuta principalmente alla loro dieta piscivora. Il 92% degli squali notte esaminati conteneva livelli di mercurio superiori a quelli stabiliti del governo brasiliano per il proprio mercato e la media era di 1.742 mg/kg. Sarebbe sufficiente l'ingestione di 0.1 kg di carne di squalo notte al giorno per superare il limite per la sicurezza stabilito dall'Organizzazione Mondiale della Sanità.
L'International Union for Conservation of Nature (IUCN) ha definito questa specie come in pericolo basando questa scelta sul basso tasso di riproduzione e sul declino degli ultimi anni dettato dalla pesca. Una categoria analoga è stata assegnata dalla American Fisheries Society (AFS). Questa specie era parte significativa della pesca artigianale cubana in quanto tra il 1937 ed il 1941 rappresentava tra il 60 ed il 75% del pescato, prima che le quantità crollassero durante gli anni '70. Analogamente la percentuale di pesci catturati nella zona sudorientale degli USA è calata dal 36.1% del periodo tra il 1981 ed il 1983 sino al 3.3% del periodo tra il 1993 ed il 1994. In modo simile un apprezzabile declino è stato osservato dagli anni '70 ad oggi nell'ambito della caccia al marlin nella Florida meridionale. Ad oggi, a destare le maggiori preoccupazioni è la pesca specializzata che viene operata in Brasile, anche se ultimamente sembra che gli sforzi dei pescatori si stiano indirizzando verso il pesce spada ed un tonno di quelle zone, il Thunnus obesus. Per quanto riguarda invece l'Atlantico orientale, i pochi dati a disposizione hanno costretto l'IUCN a designare la specie cime appartenente alla categoria Data Deficient in quella zona.
Nel 1997, il National Marine Fisheries Service (NMFS) della National Oceanographic and Atmospheric Administration (NOAA) degli Stati Uniti ha segnalato la specie come "Species of Concern", cioè la specie desta preoccupazione, ma non ci sono ancora prove a sufficienza per classificarla all'interno dell'Endangered Species Act (ESA). Nel 1999 poi, il NMFS Fishery Management Plan (FMP) che riguarda tonni, pesci spada e squali dell'Atlantico, è stato rivisto per proibire la cattura di 19 specie, tra le quali lo squalo notte. In particolare ciò è stato ribadito dal primo emendamento a questo accordo, aggiunto nel 2003. Lo squalo notte purtroppo viene spesso catturato accidentalmente nelle reti dei pescherecci e nonostante la proibizione molti pescatori utilizzano comunque il pesce sia per il suo valore che per la difficoltà da parte delle autorità di identificarlo una volta tagliato a trance. Ciononostante comunque tra il 2003 ed il 2008 un censimento del NMFS ha evidenziato come la popolazione statunitense dello squalo notte sia stabile, se non addirittura in crescita e non merita più il triste appellativo di "Species of Concern", anche se la proibizione andrà mantenuta per motivi precauzionali. Al largo del Brasile ed anche altrove purtroppo la pesca non è ancora organizzata razionalmente. L'IUCN sta facendo pressioni sulle autorità affinché migliorino i controlli e forzino il rispetto dei regolamenti esistenti, dichiarino alcuni habitat protetti ed implementino nella realtà il Piano d'azione Nazionale Brasiliano per gli Squali (NPOA-Sharks) sotto la supervisione del Piano Internazionale d'Azione della FAO per la Conservazione e la Gestione degli Squali (IPOA-Sharks).

## Tassonomia
La prima descrizione formale della specie fu pubblicata dallo zoologo cubano Felipe Poey nel 1868, all'interno di una serie di articoli scientifici intitolati Repertorio fisico-natural de la isla de Cuba. La descrizione era basata su un unico set di denti ed il nome scelto fu Hypoprion signatus. Nel 1973, Leonard Compagno stabilì che il genere Hypoprion e quello Carcharhinus sono sinonimi. Non fu scelto alcun tipo nomenclaturale. A volte si utilizza il nome comune di squalo notte che deriva dal fatto che la cattura avviene spesso nelle ore notturne.